# Starby kyrka
Starby kyrka är en kyrkobyggnad i kyrkbyn Starby. Den tillhör Strövelstorps församling i Lunds stift. Kyrkan ligger omkring en mil sydost om Ängelholm och en halvmil väster om Östra Ljungby.

## Kyrkobyggnaden
I sin nuvarande form består kyrkan av ett rektangulärt långhus med rakt avslutat kor i öster av samma bredd som långhuset. I väster finns ett kyrktorn med huvudingång. Öster om koret finns en halvrund absid där sakristian är inrymd. Till sakristian finns en separat ingång.

### Tillkomst och ombyggnader
Ursprungliga kyrkan uppfördes av tegel omkring år 1200. Någon gång på 1400-talet försågs kyrkans innertak med nuvarande tegelvalv som ersatte ett platt trätak eller ett tunnvalv av trä. År 1662 var klockstapeln förfallen, men först år 1737 ersattes den av en ny. Kyrkan behöll sitt medeltida utseende fram till början av 1800-talet. Ytterväggarna av tegel var rappade och vitfärgade. Öster om långhuset fanns ett smalare och lägre kor. Vid långhusets sydsida fanns ett vapenhus och vid norra långväggen fanns en strävpelare av tegel. Kyrkans tak var täckt med bly medan vapenhusets tak var täckt med tegel. Långhus och kor var båda försedda med trappgavlar.

### Ombyggnader på 1800-talet och senare
Åren 1818 - 1819 uppfördes nuvarande kyrktorn efter ritningar av arkitekt Axel Almfelt. Tornet ersatte klockstapeln från 1737. Åren 1854 - 1855 förlängdes kyrkan åt öster med en tillbyggnad av gråsten. Koret fick därmed samma höjd och bredd som kyrkan i övrigt. Samtidigt tillkom nuvarande absidformade sakristia i öster. Långhusets västra del med valv förblev intakt. 1912 genomfördes en invändig renovering då valvbågarna försågs med målningar. Samma år installerades urverk med urtavla i tornets lanternin. På 1950-talet installerades elektrisk uppvärmning. 1982 renoverades kyrkans exteriör och ytterväggarna fick ny puts.

## Inventarier
- Predikstolen är troligen tillverkad 1668 men på dess ljudtak står årtalet 1681.
- Altartavlan med Getsemanemotiv är utförd 1831 av Alexander Malmqvist.
- Kyrkans första orgel installerades 1862 av orgelbyggare P Söderling, Göteborg. Orgeln hade sju stämmor och pipor av trä som senare ersattes av metallpipor. 1933 tillkom nuvarande orgel med tio stämmor byggd av orgelbyggare Magnusson i Göteborg.
- Nuvarande dopfunt tillkom 1891 och står numera under orgelläktaren vid kyrkorummets ingång. En medeltida dopfunt avlägsnades vid ombyggnaden 1819 men återbördades 1998 och står numera i koret.
- Kyrkans nattvardskärl är för första gången omnämnd i en inventarieförteckning från 1662.
- Ena kyrkklockan är från 1631 och den andra från 1774 (omgjuten 1787).

### Orgel
- 1862 byggde Johan Nikolaus Söderling, Göteborg en orgel med 7 stämmor. Fasaden till denna orgel finns kvar på ursprungliga platsen på läktarbarriären.
- Den nuvarande orgeln byggdes 1933 av A. Magnussons Orgelbyggeri AB, Göteborg och är en pneumatisk orgel. Orgeln är inbyggd i tornvalvet bakom läktaren.

| Huvudverk I         | Svällverk II      | Pedal         | Koppel    |
| Borduna 16´         | Basetthorn 8´     | Subbas 16´    | I/P       |
| Principal 8´        | Rörflöjt 8'       | Violoncell 8´ | II/P      |
| Flûte harmonique 8' | Salicional 8'     |               | II/I      |
| Gamba 8'            | Voix celeste 8'   |               | I 4'/I    |
| Oktava 4'           | Crescendosvällare |               | II 16'/I  |
| Cornett 3 chor      |                   |               | II 16'/II |
|                     |                   |               | P 4'/P    |

## Bildgalleri

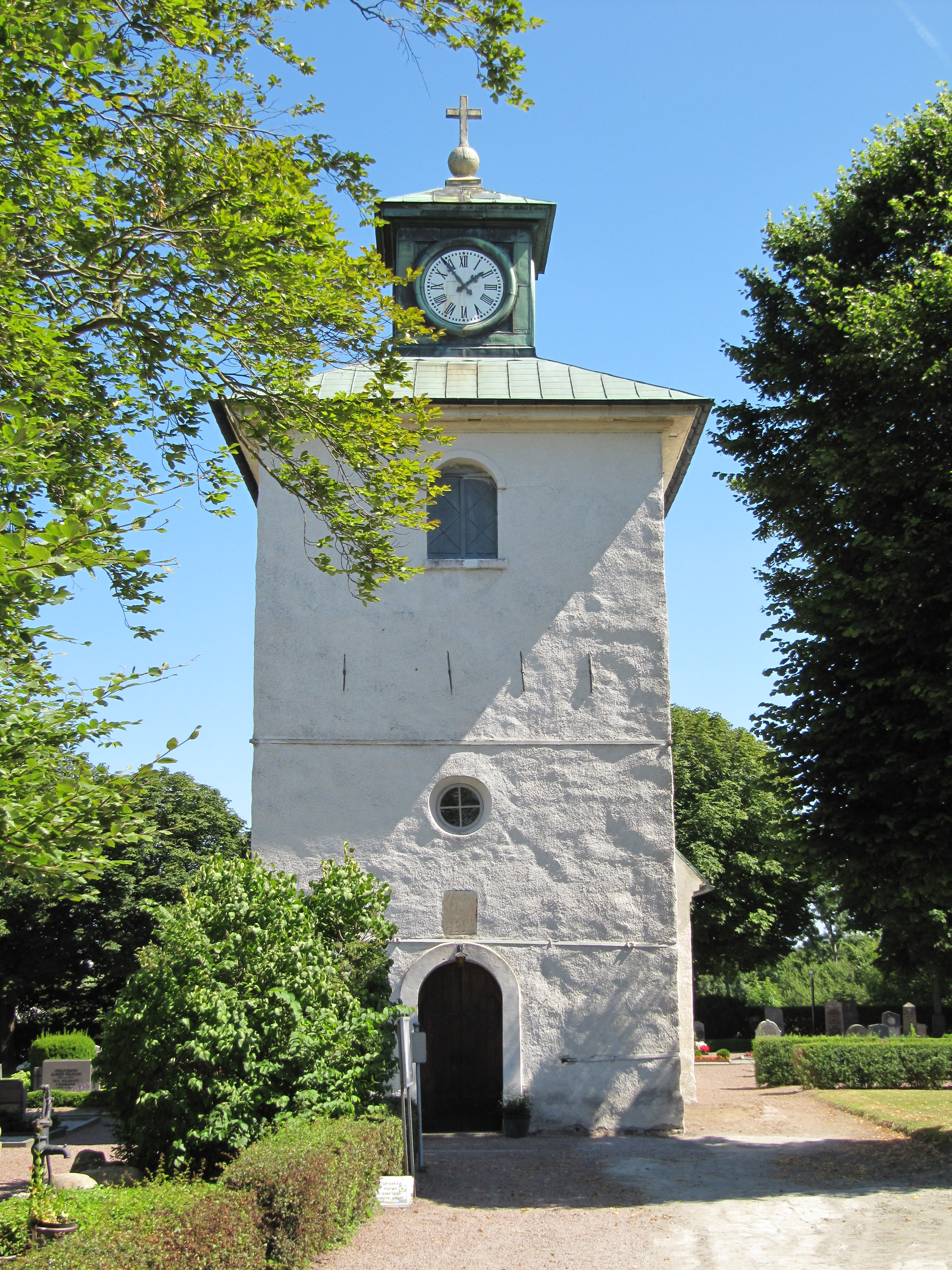
Kyrkans västra kortsida
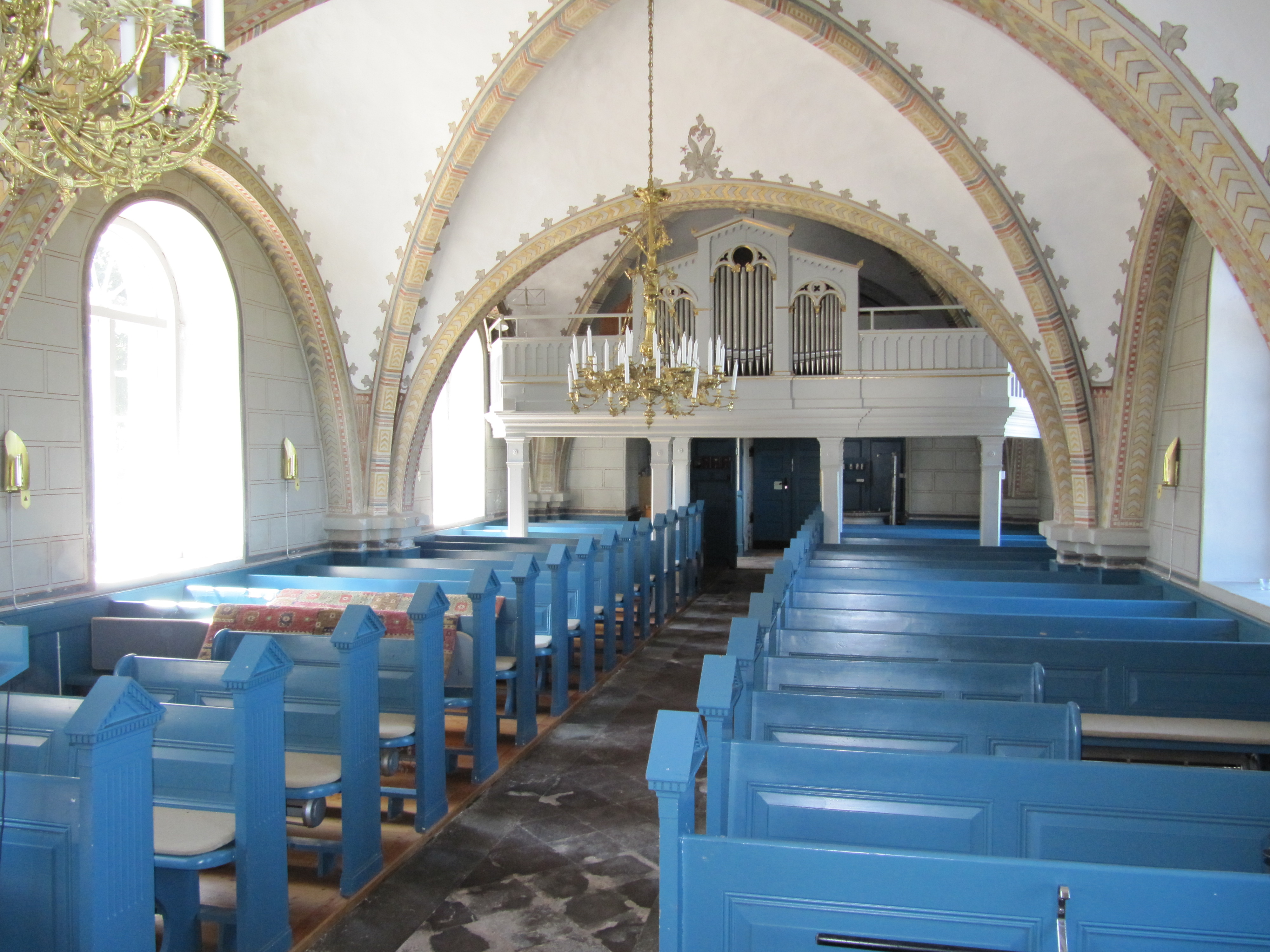
Kyrkorum mot väster
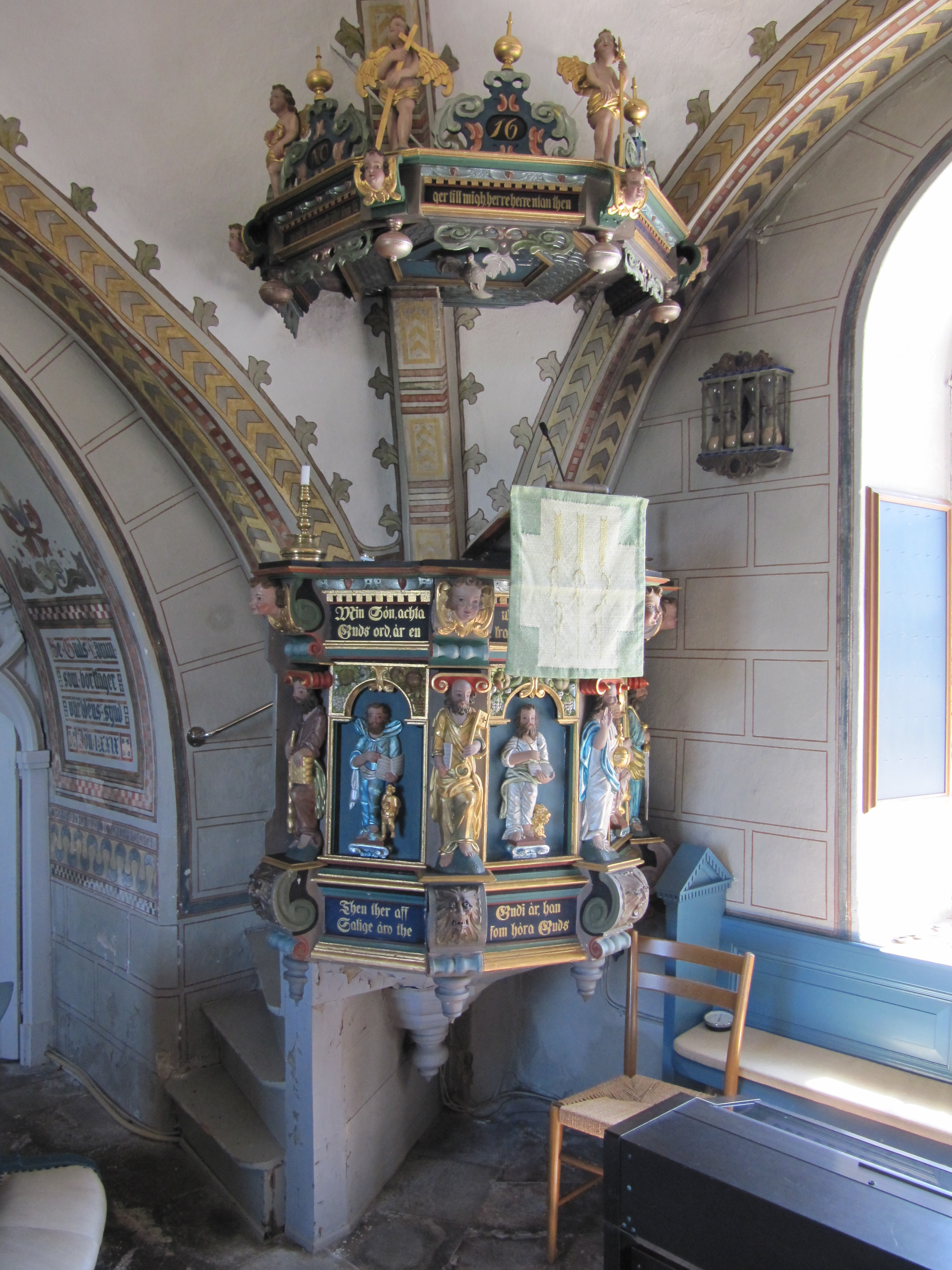
Predikstol
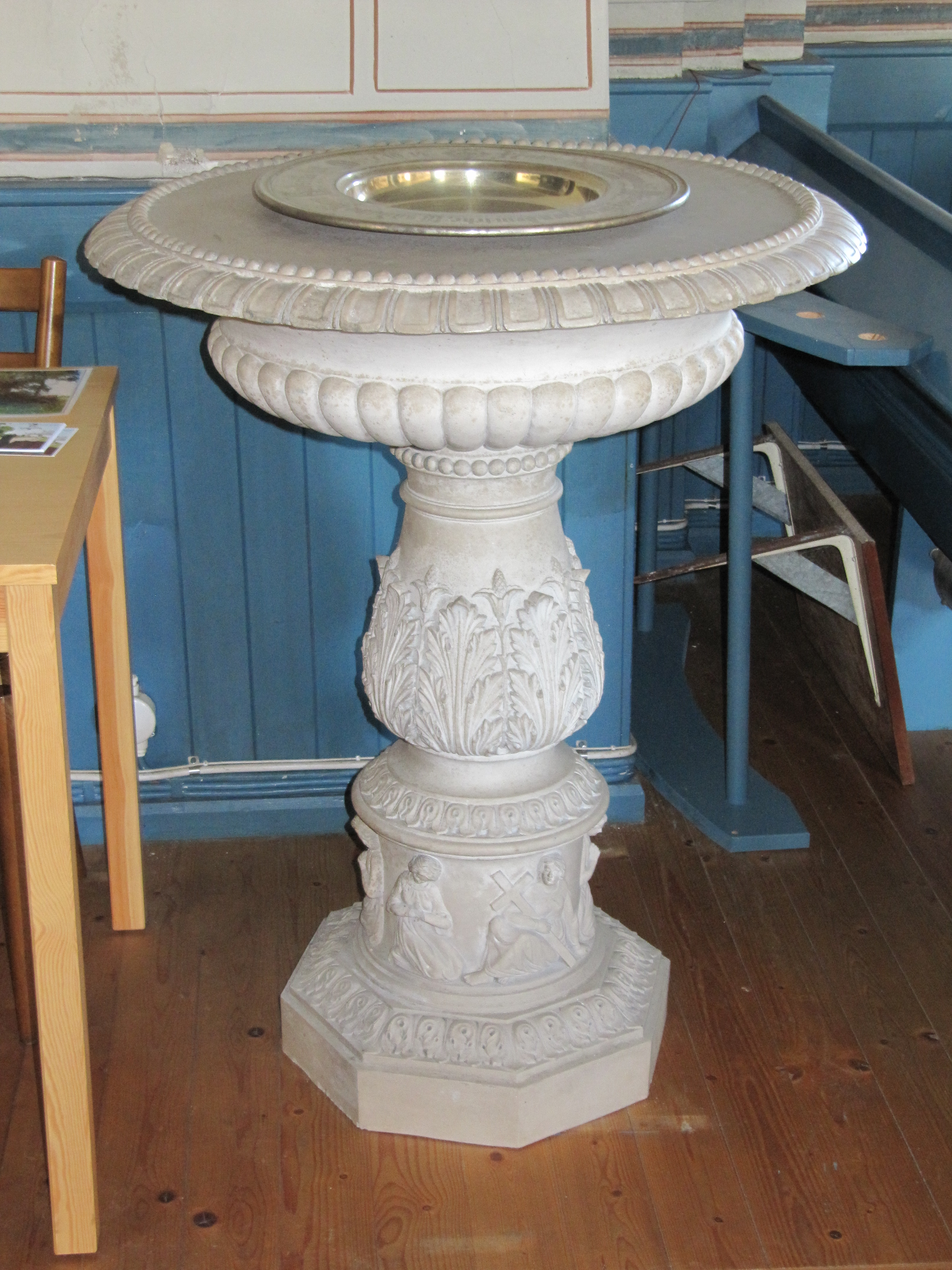
Dopfunt vid ingången
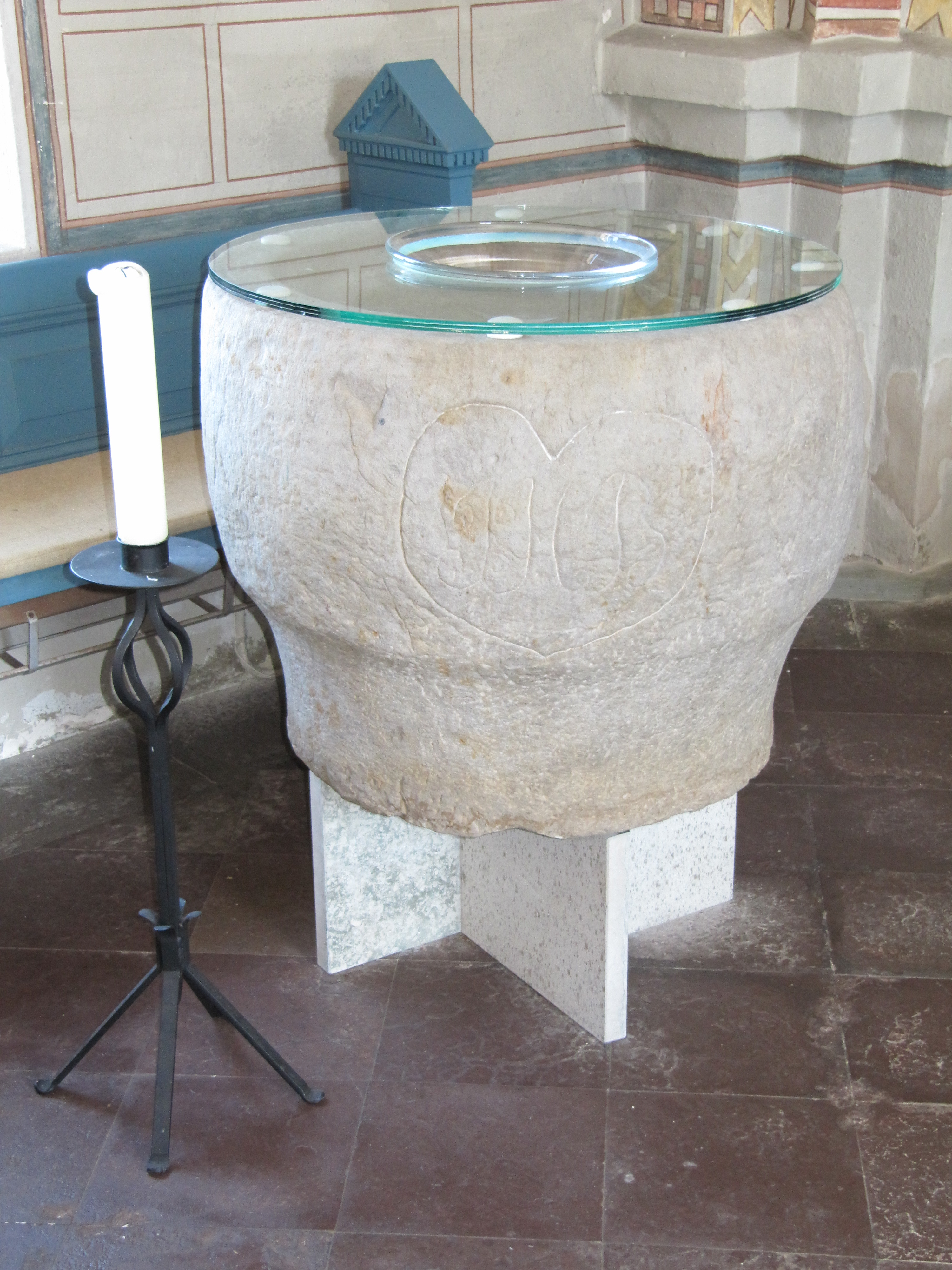
Medeltida dopfunt i koret

### Webbkällor
- Åsbo Släkt- och Folklivsforskare
- anläggningspresentation
- Artikel i Helsingborgs Dagblad